# Heinz-Wilhelm Eck
Heinz-Wilhelm Eck, född 27 mars 1916 i Hamburg, död 30 november 1945 på Lüneburgheden, var en tysk kaptenlöjtnant och ubåtsbefälhavare under andra världskriget. Han kommenderade sina underordnade att skjuta de överlevande från SS Peleus, som hade sänkts av U-852 den 13 mars 1944.
Efter andra världskriget ställdes Eck inför rätta, dömdes till döden för krigsförbrytelser och avrättades genom arkebusering.